# Néophyte d'Atalánti
Néophyte d'Atalánti (grec moderne : Ταλαντίου Νεόφυτος) puis Néophyte d'Athènes , né Nikólaos Metaxás (Νικόλαος Μεταξάς) le 2 novembre 1762 à Athènes et mort le 29 décembre 1861 dans cette même ville, fut évêque d'Atalánti puis d'Athènes et homme politique grec, membre de l'Assemblée nationale d'Épidaure en 1822 puis de celle d'Astros l'année suivante.
Lorsqu'il devint métropolite d'Athènes en 1833, il prit la direction de l'Église de Grèce qui venait tout juste de devenir autocéphale.

## Sources
- (el) Parlement grec, Μητρώο Πληρεξουσίων, Γερουσαστών και Βουλευτών. 1822-1935, Athènes, Parlement grec,‎ 1986, 159 p. (lire en ligne) [PDF]